# Nagroda Kalinga
Nagroda Kalinga (ang. Kalinga Prize) – międzynarodowe wyróżnienie za popularyzację nauki, przyznawane od roku 1952; zostało ustanowione w roku 1951 przez UNESCO – organizację ONZ wyspecjalizowaną do Spraw Oświaty, Nauki i Kultury.

## Cele nagrody
Nagroda jest przyznawana np. pisarzom, dziennikarzom, wykładowcom, naukowcom, zainteresowanym popularyzacją własnych dziedzin nauki, którzy tworzą publikacje, filmy lub programy radiowo-telewizyjne, ułatwiające zrozumienie problemów naukowych i technicznych. Rozpatrywane są kandydatury osób, które mają świadomość znaczenia badań naukowych i technologii dla rozwiązania problemów ludzkości, ochrony i wzbogacania dóbr publicznych i kulturowego dziedzictwa narodów. 

## Bijoyanand Patnaik
Inicjatorem utworzenia nagrody i jej fundatorem był Bijayanand Patnaik (1916–1997), hinduski bojownik o wolność, światowej sławy lotnik z okresu II wojny światowej, przemysłowiec, polityk i filantrop; premier Orisy w latach 1961–1963 i 1990–1995, którego imieniem nazwano m.in. Biju Patnaik Airport w Bhubaneswar i Biju Patnaik University of Technology (BPUT). Prof. Janusz Lech Jakubowski, który – jako jeden z jurorów Nagrody Kalinga – zwiedzał na zaproszenie Patnaika jego fabrykę rur spawanych bez szwu, wspominał jej właściciela jako doskonałego organizatora produkcji przemysłowej.

## Statut Nagrody Kalinga
Nagroda jest finansowana przez Kalinga Foundation Trust (koordynator), władze Orisa (Indie) i Departament Nauki i Technologii rządu Indii. 
Po otrzymaniu środków dyrektor generalny UNESCO oficjalnie zaprasza rządy państw członkowskich do przedstawienia nominacji. Kandydatami mogą być wyłącznie żyjące osoby fizyczne. Wnioski są kierowane do sekretariatu (do dnia 15 maja) w porozumieniu z odpowiednimi komisjami krajowymi i organizacjami pozarządowymi, utrzymującymi formalne stosunki z UNESCO. Każde państwo może wyznaczyć jednego kandydata. Nominację uzasadnia się przedstawiając m.in. opis osiągnięć kandydata i zestawienie jego prac. Istotne jest wskazanie, jak przekazywane prace przyczyniły się do popularyzacji nauki. 
Wnioski rozpatruje pięcioosobowe jury wyznaczane przez dyrektora generalnego na okres sześciu lat. Jury składa się z pięciu niezależnych przedstawicieli różnych narodowości i płci (jednego z członków jury rekomenduje Kalinga Foundation Trust), wyznaczane na podstawie sprawiedliwego podziału geograficznego. Jurorzy nie otrzymują wynagrodzenia za swoją pracę (otrzymają wyłącznie zwrot kosztów związanych z procesem oceny). Niezbędne jest uzyskanie opinii co najmniej trzech jurorów. Decyzje są podejmowane w drodze konsensusu, a gdy nie jest to możliwe – w tajnym głosowaniu (zwykłą większością głosów). W głosowaniu nie bierze udziału członek jury z kraju, z którego pochodzi kandydat. Opinia jury przesyła swoją opinię do dyrektora generalnego UNESCO nie później niż do 31 sierpnia danego roku. 
Nagroda jest wręczana przez dyrektora generalnego na oficjalnej uroczystości organizowanej w tym celu w miejscu, w którym jest obchodzony Światowy Dzień Nauki (10 listopada). Osoba nagrodzona otrzymuje również Srebrny Medal Einsteina, przyznawany przez UNESCO. Laureat – jeżeli jest to możliwe – wygłasza wykład dotyczący nagrodzonej działalności. Rząd Indii (Departament Nauki i Technologii) zaprasza laureata do odwiedzenia tego kraju, gdzie może zapoznać się z hinduską kulturą, instytucjami naukowymi i oświatowymi, przemysłem i gospodarką. Jest zapraszany na posiedzenia towarzystw naukowych, zwłaszcza należących do indyjskiego Science Congress Association. Jest proszony o wygłoszenie wykładów (w języku angielskim).

## Laureaci
Do roku 2009 przyznano 63 Nagrody Kalinga przedstawicielom 22 krajów. Największą liczbę nagród otrzymali przedstawiciele Wielkiej Brytanii (10-krotnie), Stanów Zjednoczonych (7-krotnie), Francji (6-krotnie), Brazylii (5-krotnie), ZSSR i Rosji (łącznie 5-krotnie).
Wśród laureatów Kalinga Prize znaleźli się m.in. Louis de Broglie (1952), Julian Huxley (1953), George Gamow (1956), Bertrand Russell (1957), Karl von Frisch (1958), Arthur C. Clarke (1961), Fred Hoyle (1967) i Siergiej Kapica(1979). Przedstawiciele Indii byli nagrodzeni czterokrotnie.
| Rok  | Imię i nazwisko              | Nagroda Nobla | Państwo           |
| 1952 | Louis de Broglie             | Nobel 1929    | Francja           |
| 1953 | Julian Huxley                |               | Wielka Brytania   |
| 1954 | Waldemar Kaempffert          |               | Stany Zjednoczone |
| 1955 | Augusto Pi Suner             |               | Wenezuela         |
| 1956 | George Gamow                 |               | Stany Zjednoczone |
| 1957 | Bertrand Russell             | Nobel 1950    | Wielka Brytania   |
| 1958 | Karl von Frisch              | Nobel 1973    | Niemcy            |
| 1959 | Jean Rostand                 |               | Francja           |
| 1960 | Ritchie Calder               |               | Wielka Brytania   |
| 1961 | Arthur C. Clarke             |               | Wielka Brytania   |
| 1962 | Gerald Piel                  |               | Stany Zjednoczone |
| 1963 | Jagjit Singh                 |               | Indie             |
| 1964 | Warren Weaver                |               | Stany Zjednoczone |
| 1965 | Eugene Rabinowitch           |               | Stany Zjednoczone |
| 1966 | Paul Couderc                 |               | Francja           |
| 1967 | Fred Hoyle                   |               | Wielka Brytania   |
| 1968 | Gavin de Beer                |               | Wielka Brytania   |
| 1969 | Konrad Lorenz                | Nobel 1973    | Austria           |
| 1970 | Margaret Mead                |               | Stany Zjednoczone |
| 1971 | Pierre Augier                |               | Francja           |
| 1972 | Philip Abelson               |               | Stany Zjednoczone |
| 1972 | Nigel Calder                 |               | Wielka Brytania   |
| 1973 | Nie przyznano                |               |                   |
| 1974 | José Reis                    |               | Brazylia          |
| 1974 | Louis Estrada                |               | Meksyk            |
| 1975 | Nie przyznano                |               |                   |
| 1976 | George Porter                | Nobel 1967    | Wielka Brytania   |
| 1976 | Aleksandr Oparin             |               | ZSRR              |
| 1977 | Fernand Seguin               |               | Kanada            |
| 1978 | Hoimar von Ditfurth          |               | Niemcy            |
| 1979 | Siergiej Kapica              |               | ZSRR              |
| 1980 | Aristide Bastidas            |               | Wenezuela         |
| 1981 | David Attenborough           |               | Wielka Brytania   |
| 1981 | Dennis Flanagan              |               | Stany Zjednoczone |
| 1982 | Oswaldo Frota-Pessoa         |               | Brazylia          |
| 1983 | Abdullah Al Muti Sharafuddin |               | Bangladesz        |
| 1984 | Yves Coppens                 |               | Francja           |
| 1984 | Igor Petryanov               |               | ZSRR              |
| 1985 | Sir Peter Medawar            | Nobel 1960    | Wielka Brytania   |
| 1986 | Nikołaj Basow                | Nobel 1964    | ZSRR              |
| 1986 | David Suzuki                 |               | Kanada            |
| 1987 | Marcel Roche                 |               | Wenezuela         |
| 1988 | Björn Kurtén                 |               | Finlandia         |
| 1989 | Saad Ahmed Shabaan           |               | Egipt             |
| 1990 | Misbah-Ud-Din Shami          |               | Pakistan          |
| 1991 | Radu Iftimovici              |               | Rumunia           |
| 1991 | Narender K. Sehgal           |               | Indie             |
| 1992 | Jorge Flores Valdés          |               | Meksyk            |
| 1992 | Peter Okebukola              |               | Nigeria           |
| 1993 | Piero Angela                 |               | Włochy            |
| 1994 | Nikolai N. Drozdov           |               | Rosja             |
| 1995 | Julieta Fierro Gossman       |               | Meksyk            |
| 1996 | Jirí Grygar                  |               | Czechy            |
| 1996 | Jayant V. Narlikar           |               | Indie             |
| 1997 | Dorairajan Balasubramanian   |               | Indie             |
| 1998 | Regina Paz Lopez             |               | Filipiny          |
| 1998 | Ennio Candotti               |               | Brazylia          |
| 1999 | Marian Addy                  |               | Ghana             |
| 1999 | Emil Gabrielian              |               | Niemcy            |
| 2000 | Ernst W. Hamburger           |               | Brazylia          |
| 2001 | Stefano Fantoni              |               | Włochy            |
| 2002 | Marisela Salvatierra         |               | Wenezuela         |
| 2003 | Pervez Amirali Hoodbhoy      |               | Pakistan          |
| 2004 | Jean Audouze                 |               | Francja           |
| 2005 | Jeter Jorge Bertoletti       |               | Brazylia          |
| 2009 | Yash Pal                     |               | Indie             |
| 2009 | Trịnh Xuân Thuận             |               | Wietnam           |
| 2010 | Gokulananda Mohapatra        |               | Indie             |
| 2011 | René Raúl Drucker Colín      |               | Meksyk            |
| 2012 | Basanta Kumar Behura         |               | Indie             |
| 2013 | Li Xiangyi                   |               | Chiny             |
| 2014 | Trilochan Pradhan            |               | Indie             |
| 2015 | Diego Golombek               |               | Argentyna         |
| 2017 | Erik Jacquemyn               |               | Belgia            |
| 2019 | Karl Kruszelnicki            |               | Australia         |
| 2021 | Jean-Pierre Luminet          |               | Francja           |
| 2023 | Ana María Cetto              |               | Meksyk            |